# Hrossharsgrani
Hrossharsgrani – austriacka grupa muzyczna, wykonująca muzykę viking metalową, z wpływami ambientu.

## Historia
Założony w 1998 w Linz przez Alexandra Wiesera, początkowo był jednoosobowym projektem, do którego później dołączyli Fylgja i Munin. Nazwa nawiązuje do określenia Odyna z mitologii nordyckiej. Pierwotnie w twórczości nawiązywano do mitologii nordyckiej. Ostatnim albumem z taką tematyką był …Of Battles, Ravens and Fire z 2000 roku. Następnie podjęto tematykę związaną z twórczością J.R.R. Tolkiena.
Z dokonanej przez Johannesa Hellricha i Christopha Rzymskiego analizy wynika, że tekstowo w twórczości Hrossharsgrani dominuje tematyka fight for glory, w którym używane są takie terminy, jak walka, bogowie, chwała, zwycięstwo itp. Nicholas Diak podał ponadto Hrossharsgrani jako grupę wykorzystującą w swojej twórczości film Gladiator.

## Aktualny skład
- Alex Wieser „Hugin” - wokal, wszystkie instrumenty

### Byli członkowie
- Fylgja - wokal
- Munin - instrumenty
- Pr.Sergiy - sesyjnie wokal na splicie „Dead Meat”
- Bart Piette - sesyjnie wokal na splicie „Dead Meat”

## Dyskografia

### Demo
| - Blut (1998) - Feuer & Elis (1998) - Demo 1 (1999) - Ea (1999) - Ewig Winter (1999) - Kampf (1999) - Krieg (1999) - Lieder Aus Mittelerde (1999) - Sagen & Gedichte (1999) - Urd (1999) - Uruk-Hai (1999) - Der Pfad Zum Tor Der Toten (1999) - st (1999) - Der Ring der Macht (2000) - Die Rückkehr zum Pfade (2000) - In the Mystic Forest (2000) - Nachricht Aus Mittelerde (2001) - Rehearsal 1999 (2006) | - Ancient Tales (2000) - The Secret Fire (2001) - Schattenkrieger (2003) - Sanguis (2008) - Pro Liberate Dimicandum Est (2009) - Runen:Klang (2010) - Fimbulwinter (2000) - ...Of Battles, Ravens and Fire (2000) | - Mittwinter / Hrossharsgrani (2001) - The first evil spell... (2007) - S.P.Q.R. (2009) - Dead:Meat (2009) - ...Of Batlles, Ravens & Fire / Differences (2010) - ...Of Battles, Ravens and Fire / Brotherhood (2010) - The long grey Road/Valkyrian Romance (2010) - From the Dark Ages (1999) - Demo Compilation Volume 1 (2001) |